# KDE 플라스마 4
KDE 플라스마 4(KDE Plasma 4)는 4세대 KDE 워크스페이스 환경이다. 3개의 워크스페이스로 구성되며 각각이 특정 플랫폼을 대상으로 한다: 전통 데스크톱 PC 및 랩톱을 위한 '플라스마 데스크톱'(Plasma Desktop), 넷북을 위한 '플라스마 넷북'(Plasma Netbook), 태블릿 컴퓨터 및 유사 기기를 위한 '플라스마 액티브'(Plasma Active).
KDE 플라스마 4는 KDE 소프트웨어 모음 4의 일부로서 출시되었으며 초기 KDE 릴리스의 일부였던 Kicker, KDesktop, SuperKaramba를 대체하였다.
2014년 7월 15일, KDE 플라스마 4의 후속작 KDE 플라스마 5가 출시되었다.